# SNCF CC 6500
Die CC 6500 war eine französische Elektrolokomotivbaureihe für den Einsatz auf dem Gleichspannungsnetz der französischen Staatsbahn SNCF. Bei ihrer Indienststellung im Jahr 1969 waren die für eine Höchstgeschwindigkeit von 200 km/h zugelassenen Maschinen die leistungsstärksten SNCF-Lokomotiven.

## Geschichte
Ihre Karriere begann die CC 6500 vor den bedeutendsten Reisezügen Frankreichs, darunter zahlreiche TEE-Züge (Le Mistral, Le Capitole oder L’Aquitaine). Schon bald wurde sie aufgrund ihrer hohen Zugkraft auch vor schweren Güterzügen eingesetzt.

Seit 1967 hatten Lokomotiven der Baureihe BB 9200 den prestigeträchtigen Fernzug Le Capitole, der den Pariser Bahnhof Gare d’Austerlitz über Limoges mit Toulouse verband, abschnittsweise planmäßig mit einer Geschwindigkeit von 200 km/h befördert. Aufgrund der Leistungsmerkmale dieser Maschinen waren die Anhängelasten jedoch auf 400 t begrenzt. Um auf der Relation Paris–Bordeaux ebenfalls Reisezüge mit über 160 km/h einzusetzen, bedurfte es stärkerer Lokomotiven, zumal statt des UIC-Wagenmaterials des Capitole schwerere Wagen des Typs Grand Confort (GC) eingesetzt werden sollten. Die CC 6500 wiesen gegenüber den Unterbaureihen der BB 9200 eine um 40 % bzw. 55 % höhere Leistung auf.

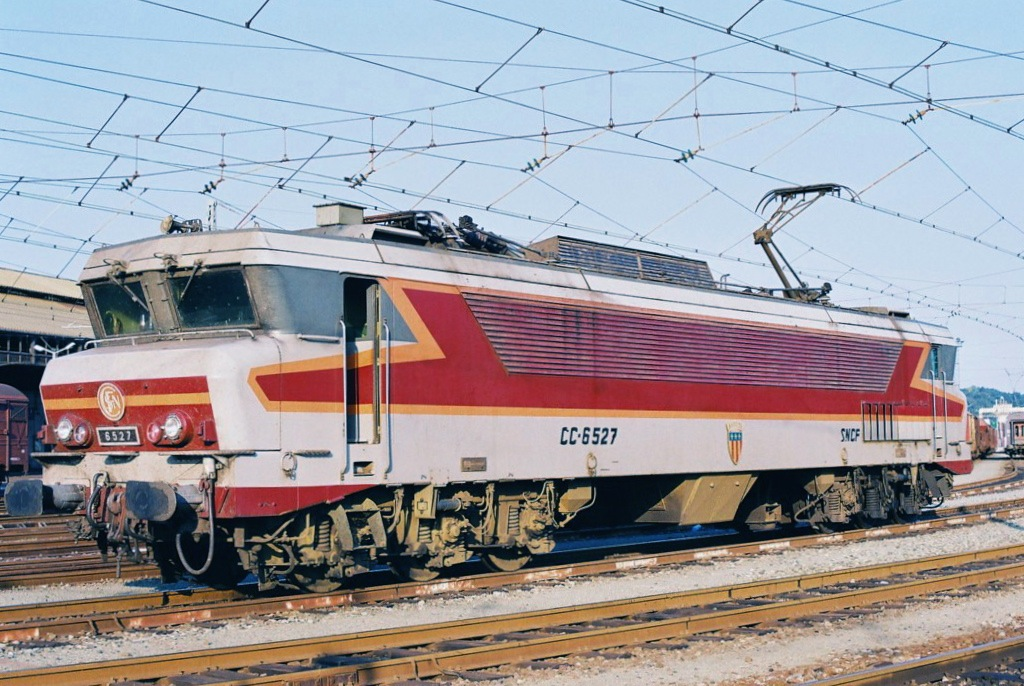
CC 6527 in TEE-Farbgebung in Pau

Im August 1969 wurden die Loks 6501 und 6502 ausgeliefert und sofort für umfangreiche Tests eingesetzt. Am 16. November jenes Jahres folgte die 6503, und von da an verließen monatlich drei weitere Maschinen die Werkhallen. Die Lokomotiven 6501 bis 6511 wurden dem Bahnbetriebswerk Lyon-Mouche zugewiesen, das ab dem 2. Februar 1970 die Baureihe CC 6500 erhielt. Ihre ersten Einsätze erfolgten vor allem vor dem Mistral, wo sie Leistungen der BB 9300 übernahmen. Von Mitte Februar bis Mitte April kamen die 6512 bis 6517 ins Betriebswerk Paris-Sud-Ouest (PSO), für Versuche wurde auch die 6509 dorthin versetzt. Jene zog im März 1970 einen 502 t schweren Zug in knapp 3:34 Stunden von Paris nach Bordeaux, was einer Reisegeschwindigkeit von 162,7 km/h entsprach. Am 21. Mai 1970 begann auf den beiden Teilnetzen Sud-Est (Paris-Lyon-Marseille) und Sud-Ouest (Paris-Bordeaux und Paris-Toulouse) der regelmäßige Einsatz der CC 6500. Im Sud-Est-Netz liefen elf Loks in elf Umlaufplänen, drei davon teilten sie sich mit BB 9300. Das Sud-Ouest-Netz verzeichnete zunächst neun Maschinen in fünf Umläufen, im September 1970 waren dort bereits 14 CC 6500 eingesetzt. Der Einsatz vor dem Capitole erfolgte erst im folgenden Winter, da die zu befahrende Strecke noch technisch angepasst werden musste. In diesem Zusammenhang erhielt auch dieser Zug das moderne Wagenmaterial des Typs Grand Confort.

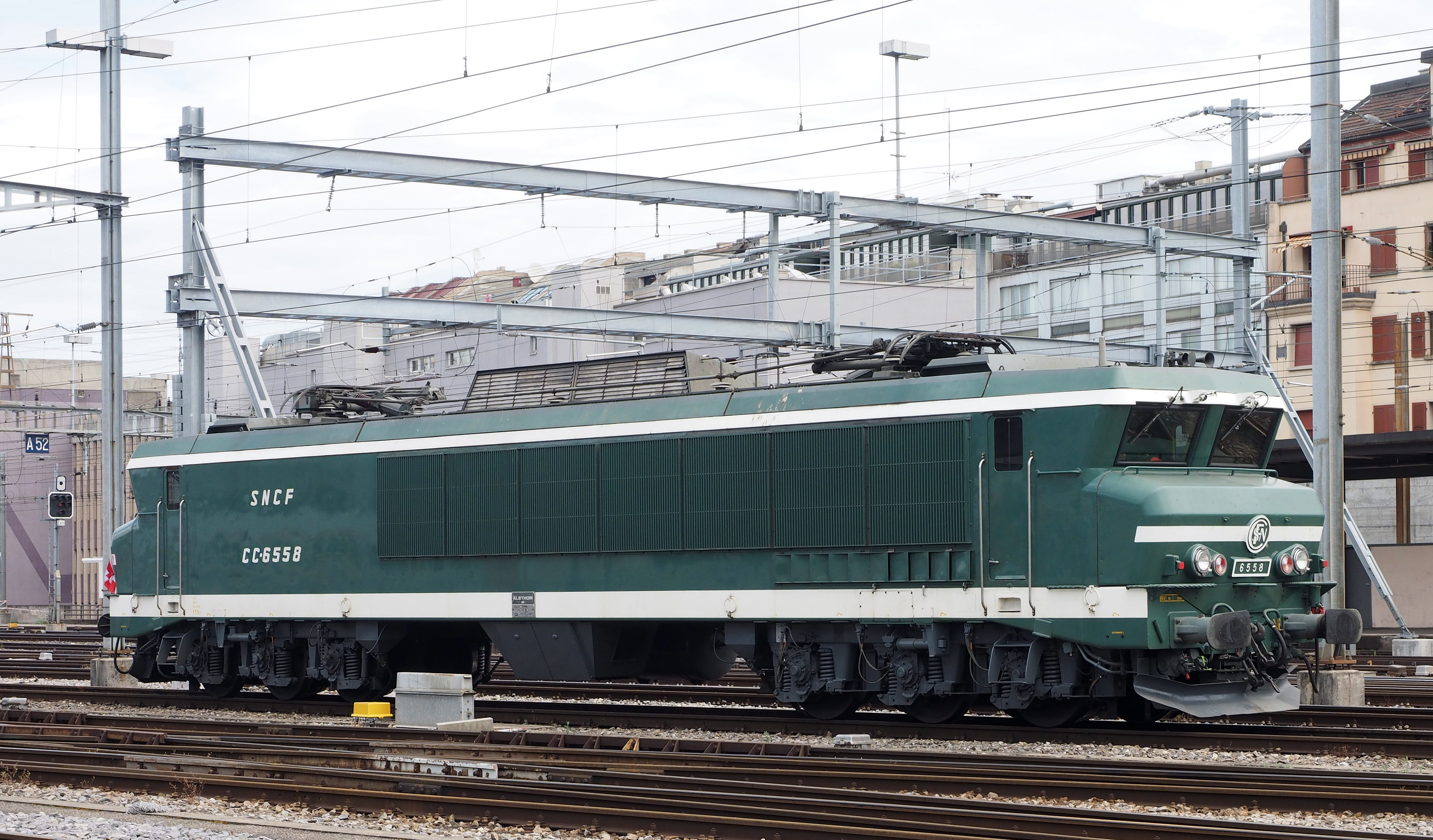
Die grün lackierte CC 6558 entstammt der Bauart für die Ligne de la Maurienne

Am 20. März 1970 wurde die Lok 6539 nach Chambéry für den Einsatz auf der Ligne de la Maurienne in den Alpen ausgeliefert, wo sie rund ein Jahr lang vor Güterzügen zum Einsatz kam. 1971 fuhr dort die 6541, auf einer Rampe von 32 ‰, mit einem 781 t schweren Güterzug problemlos an, was die universelle Einsetzbarkeit dieser Baureihe unterstrich.
Das Depot PSO erhielt mit der 6531 am 13. März 1971 seine letzte CC 6500, zwischen Juli 1971 und Februar 1972 gingen die Maschinen 6532 bis 6538 nach Lyon-Mouche. Die grün lackierten Lokomotiven 6539 bis 6559 kamen von April 1971 bis Dezember 1972 zur Ligne de la Maurienne, für den Einsatz an den bis 1976 dort vorhandenen seitlichen Stromschienen waren sie mit Schleifschuhen versehen. Die CC 6560 bis 6574 wurden ab Werk mit einer verstärkten Pufferbohle für den späteren Einbau einer automatischen Kupplung ausgerüstet. Letzte Maschinen dieser Baureihe waren die CC 6575 bis 6578, sie entstanden zwischen 1995 und 1997 als Umbauten aus den vier Zweisystemlokomotiven der Baureihe CC 21000.

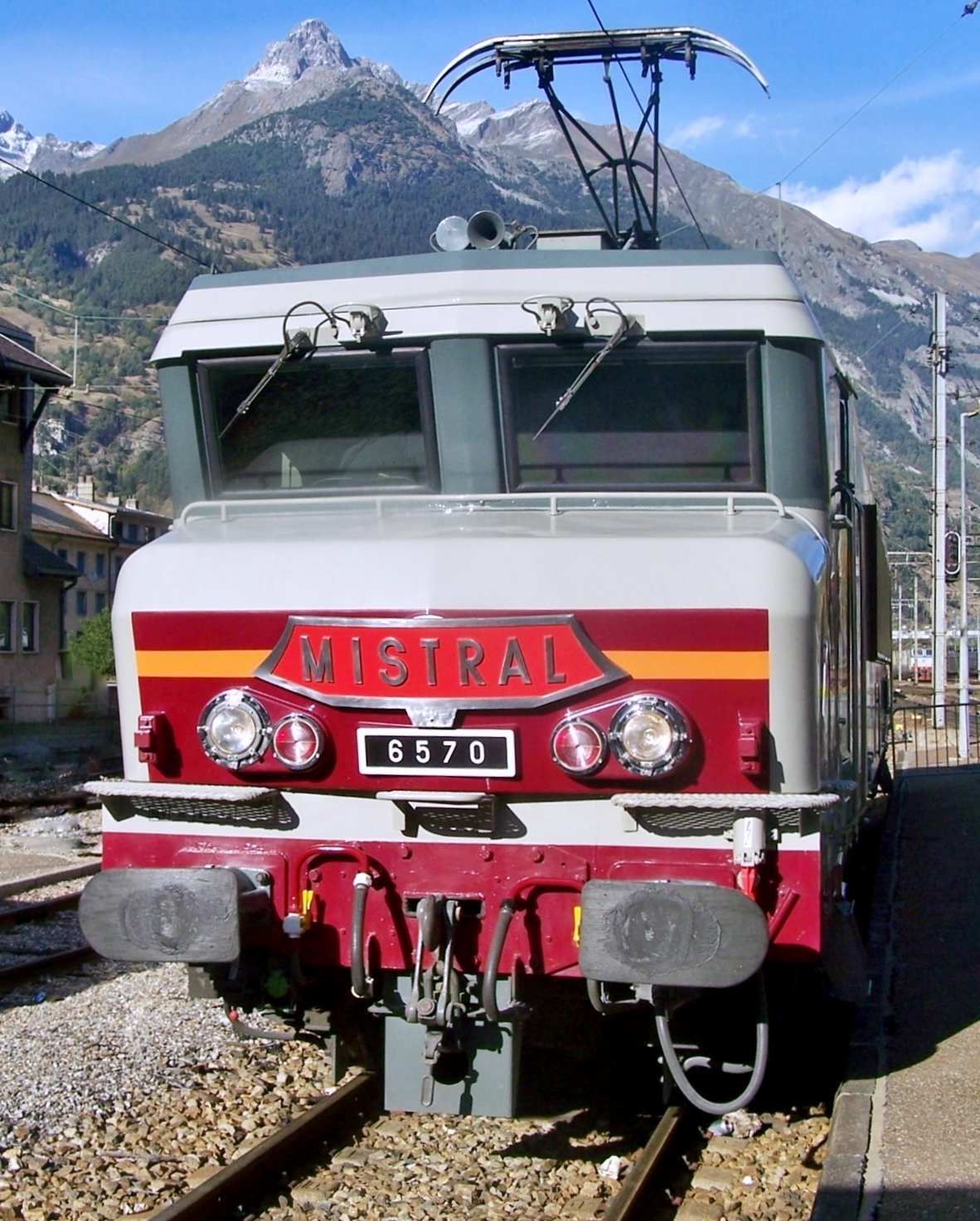
CC 6570 mit verstärkter Pufferbohle und Frontplakette des TEE Le Mistral

Mit dem Fahrplan vom 23. Mai 1971 wurden einige Schnellzüge zu TEE-Zügen des französischen Binnenverkehrs aufgewertet. Auf der als „Artère impériale“ bezeichneten Strecke von Paris Gare de Lyon nach Marseille-Saint-Charles entthronte der neu geschaffene TEE Le Rhodanien den Mistral als schnellsten Zug. Von Paris nach Bordeaux verkehrte der TEE L’Aquitaine mit einer Durchschnittsgeschwindigkeit von 144,8 km/h, dabei konnte ein 177 km langer Abschnitt mit 200 km/h befahren werden. Da die Stromversorgung den neuen Anforderungen noch nicht genügte, musste die Anhängelast zunächst auf 570 t, was zehn GC-Wagen entsprach, begrenzt werden. Beim TEE Capitole konnte auf einem 46 km langen Abschnitt die Höchstgeschwindigkeit von 170 km/h auf 200 km/h angehoben werden, das ermöglichte einen Fahrzeitgewinn von 2 ½ Minuten.
Bis 1981 dominierten die CC 6500 den Hochgeschwindigkeitsverkehr in Frankreich. Im Sommer 1970 lief der spätere TEE Le Lyonnais in 3:41 Stunden vom Bahnhof Lyon-Perrache zum Pariser Kopfbahnhof Gare de Lyon, bei einer Durchschnittsgeschwindigkeit von 138,9 km/h und bis zu 600 t Anhängelast. Die Loks wurden intensiv genutzt, bereits nach drei Jahren hatte die 6504 bei einer durchschnittlichen Geschwindigkeit von 125 km/h mehr als eine Million Kilometer zurückgelegt. Allein im Jahr 1974 brachte es die 6509 auf 469.909 Kilometer, die 18 Maschinen des Betriebswerks Lyon-Mouche legten 1974 insgesamt 7.482.070 Kilometer zurück. Im Südwesten befuhr der TEE L’Étendard den Abschnitt Saint-Pierre-des-Corps–Poitiers mit durchschnittlich 163,8 km/h, bei einer zulässigen Anhängelast von 570 t.
Mit dem zunehmenden Einsatz von TGV-Hochgeschwindigkeitszügen wurden die CC 6500 ab Anfang der 1990er Jahre zunehmend im Güterverkehr eingesetzt. Zuletzt liefen die Lokomotiven vor allem im Güterverkehr nach Modane und im Rhonetal sowie im Personenverkehr des TER Rhône-Alpes.
Am 1. Juli 2007 wurden die letzten Maschinen dieses Typs aus dem Verkehr gezogen.

## Befahrene Strecken
- Lyon – Ambérieu – Culoz – Bellegarde – Genf (im internationalen Verkehr)
- Chambéry – Genf (im internationalen Dienst)
- Paris – Poitiers – Angoulême – Bordeaux – Hendaye – Irun
- Paris – Les Aubrais – Limoges-Bénédictins – Brive-la-Gaillarde – Toulouse – Cerbère – Portbou.
- Paris – Dijon – Lyon – Valence – Avignon – Marseille
- Paris – Lyon – Saint-Étienne (Aquilon-Zug)
- Paris – Bordeaux – Tarbes
- Lyon – Ambérieu – Culoz – Chambéry
- Lyon – Modane
- Narbonne – Perpignan – Cerbère
- Bordeaux – Toulouse – Montpellier – Marseille
- Toulouse – Tarbes – Lourdes – Pau – Puyoô – Bayonne – Hendaye – Irun.

## Beschreibung

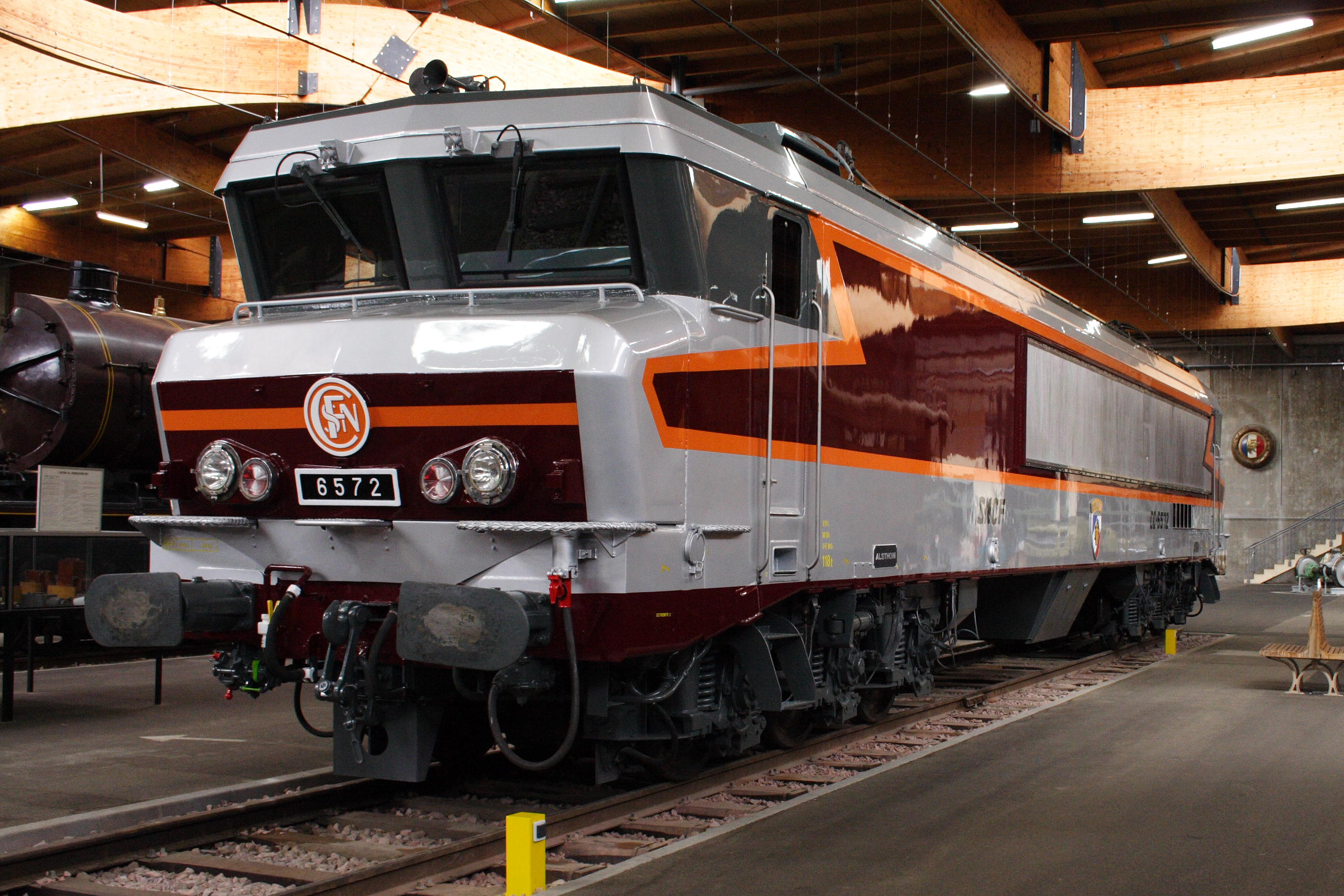
CC 6572 im Eisenbahnmuseum Mülhausen

Die Lokomotiven besitzen das für die 1960er und 70er Jahre typische Design, die sogenannten „Nez cassés“ (gebrochenen Nasen) des Pariser Designers Paul Arzens, das bereits bei den Maschinen der Baureihen CC 40100 und CC 72000 zur Anwendung kam. Den Prinzipien des Ingenieurs Fernand Nouvion entsprechend wiesen sie zwei verschiedene Getriebeübersetzungen auf und waren daher vielseitig einsetzbar. Sie konnten schwere Reisezügen mit 200 km/h ziehen, aber auch Güterzüge über steile Rampen befördern.

## Verbleib
- CC 6503 steht seit 2005 im Bahnpark Augsburg[3]
- CC 6530: erhalten durch SNCF vmtl. in Cité du train
- CC 6534: erhalten durch den Verein SIMiL500 (in Vaux-en-Velin)
- CC 6558: in betriebsfähigem Zustand erhalten durch APMFS –  (grüne Maurienne-Lackierung)
- CC 6559: Vom Verein SIMiL500 in Vaux-en-Velin erhalten;
- CC 6561: als Reserve für vereinsübergreifende Teile (APMFS, APPC und SIMiL500) in Ambérieu-en-Bugey aufbewahrt;
- CC 6570: funktionstüchtig erhalten durch die Association pour la Préservation de la CC 6570 (APCC 6570)
- CC 6572 (ex 6565) steht im Eisenbahnmuseum Mülhausen
- CC 6575 (ex CC 21001) steht im Musée du Chemin de Fer de Nîmes[4]

In La Rotonde Chambéry:
- CC 6549: in betriebsfähigem Zustand erhalten durch Association pour la Préservation du Matériel Ferroviaire Savoyard (APMFS[6]);
- CC 6558: Von der APMFS in betriebsfähigem Zustand erhalten, im Jahr 2000 von der SNCF in die ursprüngliche Maurienne-Lackierung zurückversetzt